# Cementerio de Albacete
El Cementerio de Nuestra Señora Virgen de Los Llanos, más conocido como Cementerio de Albacete, es un  cementerio español situado en la ciudad de Albacete. Es la principal necrópolis de la capital, en donde reposan los restos de más de 90 000 personas en una superficie que sobrepasa las 20 hectáreas.

## Historia
El primer cementerio de Albacete, antecesor del actual, fue inaugurado el 25 de enero de 1806 por una comitiva presidida por el alcalde de la ciudad, Pantaleón Montesinos, ante la prohibición de enterrar en las iglesias impuesta por Carlos III en 1787. El camposanto fue construido por la Iglesia en un solar cedido por el ayuntamiento junto a la ermita y casa de encomienda de San Antón. 
Su deterioro obligó a la construcción de un nuevo cementerio, el actual cementerio de Albacete, que se construyó en 1879 por orden del alcalde Buenaventura Conangla Balcells sobre un terreno cedido por el latifundista Pascual Giménez de Córdoba, reemplazando así al anterior.

## Localización y accesos

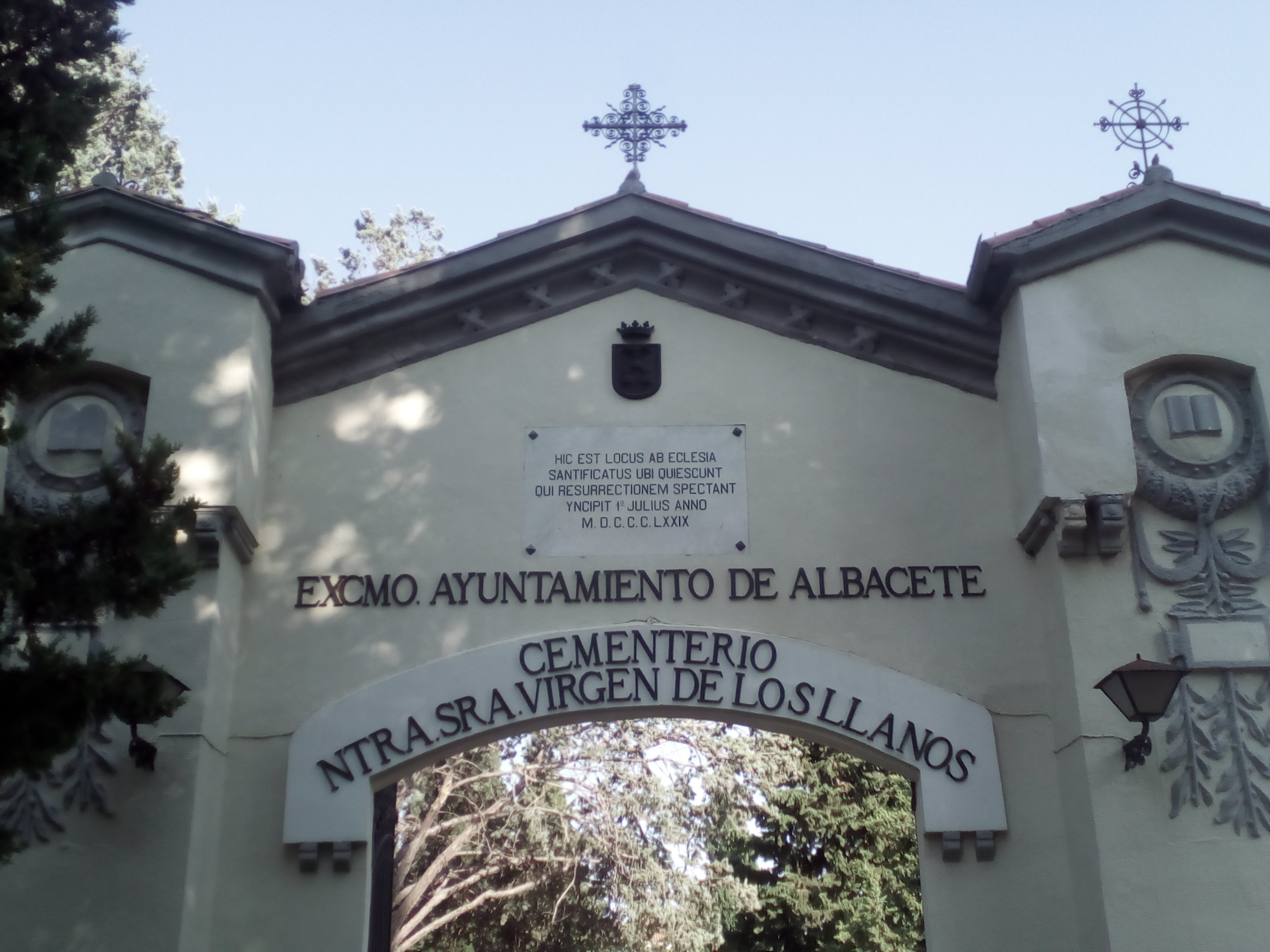
Portada proyectada por Justo Millán que sirve como una de las entradas del Cementerio de Albacete.

El Cementerio de Albacete está situado en el noreste de la ciudad de Albacete. El camposanto está abierto todos los días del año, desde las 8 horas hasta la puesta de sol.

### Transporte público
El cementerio dispone de aparcamiento público en la entrada. En autobús urbano, queda conectado mediante la siguiente línea:
| Línea | Trayecto            | Recorrido                                                        | Frecuencia                 | N.º Parada |
| ----- | ------------------- | ---------------------------------------------------------------- | -------------------------- | ---------- |
|       | Centro - Cementerio | Recorrido Archivado el 22 de febrero de 2014 en Wayback Machine. | 30 minutos (solo domingos) | 2          |

## Características

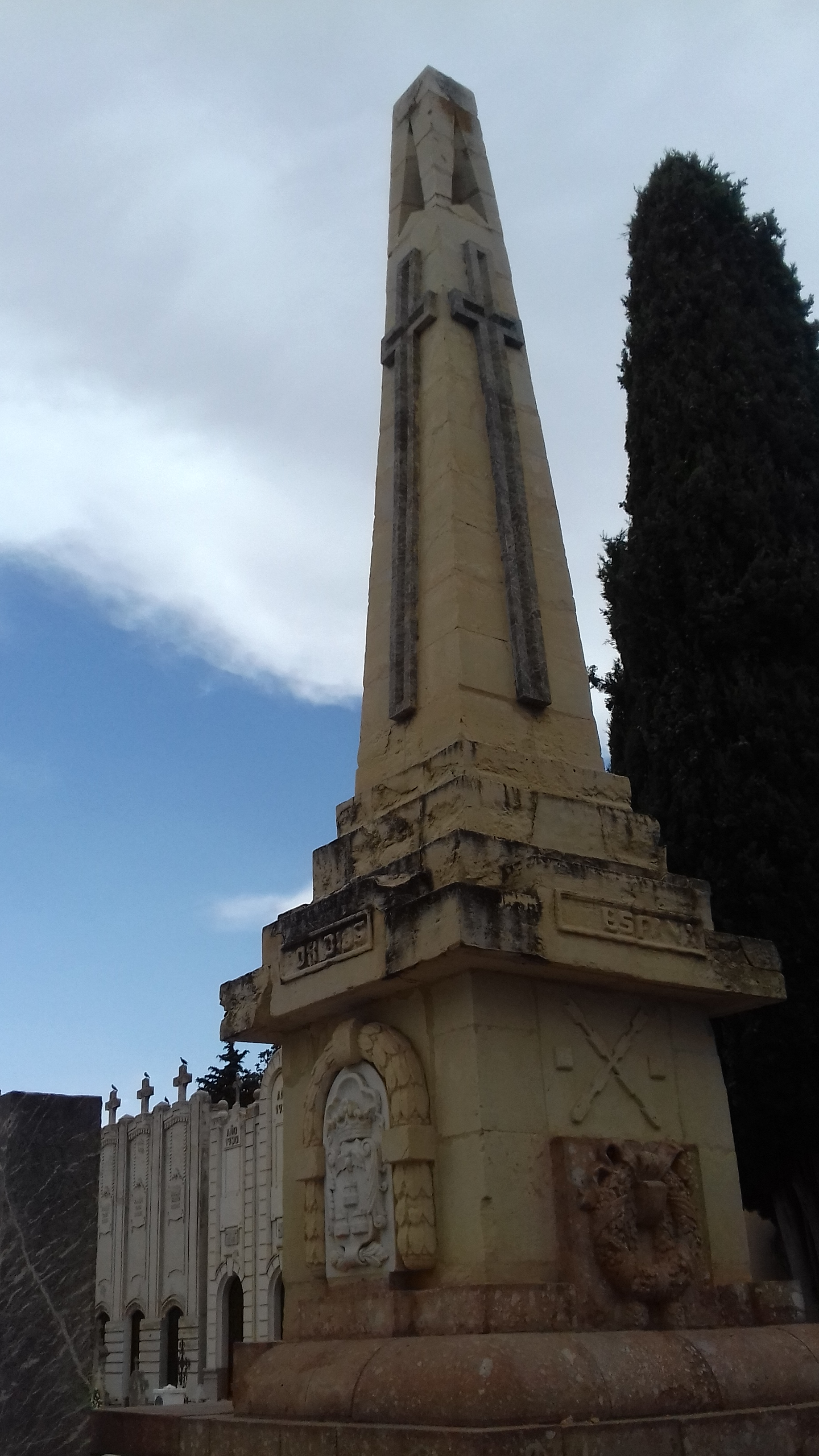
Monumento a los Caídos.

El cementerio de Albacete ocupa una superficie que sobrepasa los 200 000 metros cuadrados distribuidos de forma rectangular, en los que permanecen los restos de más de 90 000 personas. Formado por 9 patios, alberga 48 000 sepulturas entre nichos, fosas y panteones. Cuenta con dos jardines del reposo de 10 000 metros cuadrados con capacidad para 1000 fallecidos que acogen cenizas de personas incineradas.
En su seno trabajan a diario más de 100 personas. En la zona central se ubica la iglesia del cementerio. El tanatorio, el crematorio y la cafetería están situados junto a la puerta de acceso. Asimismo, cuenta con un punto de información y aseos situados a escasos metros de la entrada. El tanque de propano y varios almacenes son otras de las dependencias.

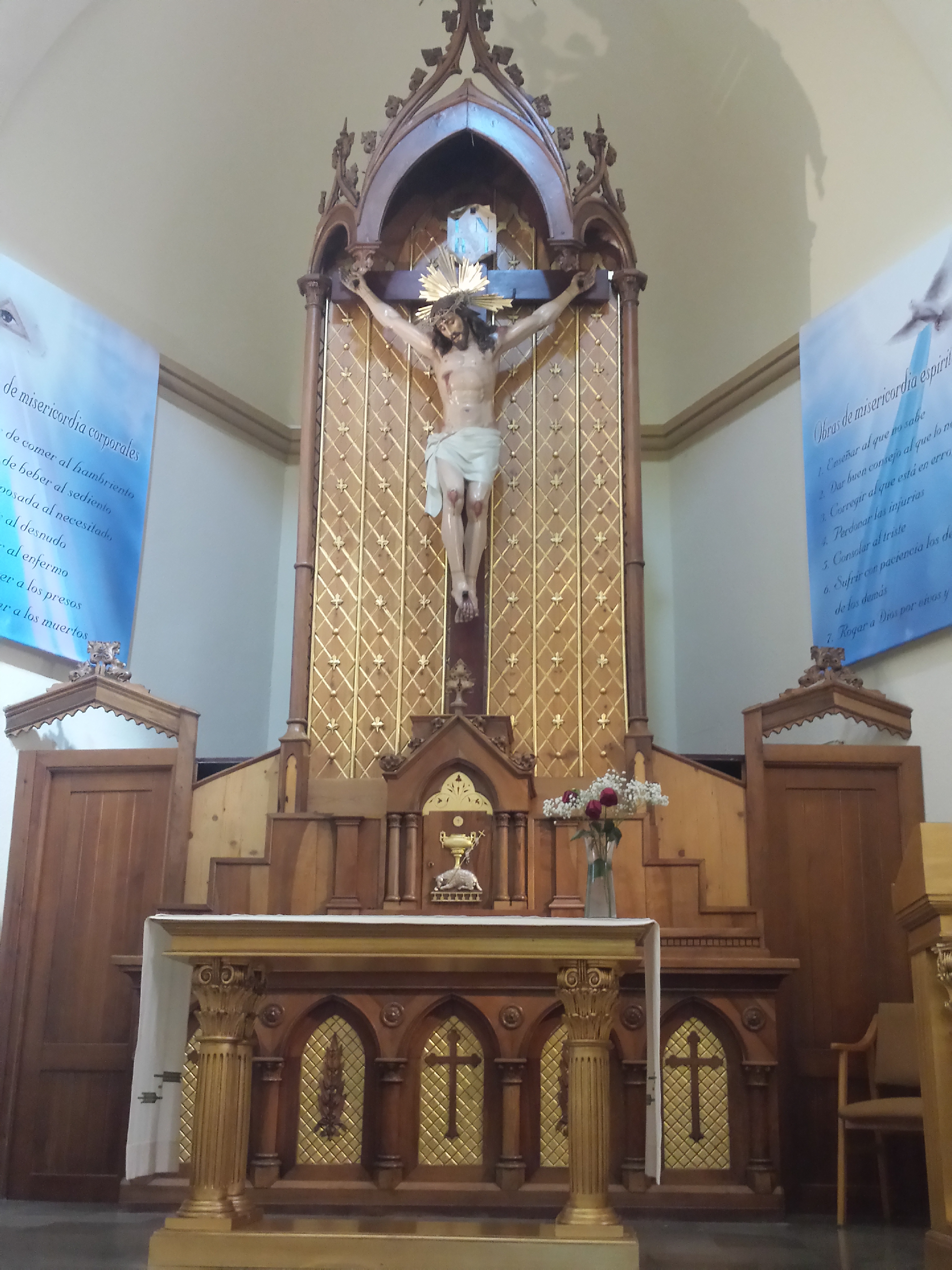
Altar de la capilla del Santísimo Cristo de la Misericordia.

Entre los lugares destacados del cementerio se encuentra la ermita capilla del Santísimo Cristo de la Misericordia, donde, entre otros, permanecen los restos de antiguos alcaldes de la ciudad. El monumento a los Caídos se ubica en el camposanto tras ser trasladado desde su anterior localización en el parque Abelardo Sánchez en 2003. El monumento a los que amaron la paz, con flores de colores que simulan la bandera republicana, es otro lugar de interés. 
Por su espectacularidad destaca el panteón del torero Chicuelo II y la escultura de la tumba de Juan Montero. Además cuenta con un monolito en recuerdo de los 94 albaceteños exterminados en los campos de concentración nazis. Por otro lado, una placa recuerda a los brigadistas internacionales, procedentes de más de cincuenta países del mundo, que fallecieron en Albacete, donde tenían su base, y que fueron enterrados en una fosa común.

## Personalidades ilustres
- Margarita Ruiz de Lihory y Resino (1893-1968), aristócrata conocida como la marquesa de la mano cortada. También su hija Margot está enterrada allí.[9]
- Juan Roca de Togores y Carrasco (1801-1883), aristócrata, político, escritor y geógrafo.
- Miguel Lozano (1842-1874), militar carlista.
- Julio Carrilero (1891-1974), arquitecto.
- Chicuelo II (1929-1960), torero.
- Juan Montero (1931-1971), torero.
- Andrés Collado Piña, médico, alcalde de Albacete.
- Gregorio Guerrero Laplaza (1845-1922), tallista e inventor.
- Dionisio Guardiola (1849-1913), abogado y político.
- Gabriel Lodares (1863-1938), político, alcalde de Albacete.
- Carmen Ibáñez e Ibáñez (1895-1962), compositora, pianista, pedagoga y etnomusicóloga.
- Martin Gödel, oficial nazi fallecido en accidente de aviación entre Los Llanos y Chinchilla.
- Luis Martínez de la Ossa, político, alcalde de Albacete.
- Belisario Miranda (1903-1983), boxeador.
- Francisco Guerrero Martínez (1877-1959), tallista y escultor.
- Abelardo Sánchez (1870-1920), abogado y político, alcalde de Albacete y presidente de la Diputación de Albacete.
- Ramón Casas Massó (1864-1921), arquitecto.
- Francisco Manuel Martínez Villena (1871-1949), arquitecto.
- Buenaventura Conangla Balcells (1833-1897), político, alcalde de Albacete.
- Samuel de los Santos (1888-1965), arqueólogo.
- Miguel Ortiz Iribas (1885-1967), arquitecto.
- Saturnino López (1832-1912), filántropo.
- Luis Escobar López (1887-1963), fotógrafo.
- Gonzalo Botija Cabo (1910-1979), abogado y político, alcalde de Albacete.
- Manuel Carrilero de la Torre (1938-2003), arquitecto.
- Ramón Bello Bañón (1930-2016), político, abogado y escritor, alcalde de Albacete.
- Dámaso González (1948-2017), torero.
- Ricardo Insausti (1954-2024), neurocirujano, investigador.